# 金應徵
金應徵（1534年—？），字懋德，號綠野，直隸蘇州府長洲縣人，軍籍，明朝政治人物。

## 生平
嘉靖四十三年（1564年）甲子科應天鄉試第七十八名舉人，四十四年（1565年）中式乙丑科會試第三百五十四名，三甲第二百一十四名進士。禮部觀政，授奉新縣知縣，隆慶三年（1569年）升刑部主事，萬曆元年（1573年）五月升員外郎，二年（1574年）三月升郎中，丁憂。九年（1581年）二月起為工部營繕司郎中，十月出為江西按察司副使，十二年（1584年）十一月升雲南布政使司右參政，十五年（1587年）正月患病致仕。

## 家族
曾祖金鏞；祖父金渭；父金樾。母高氏（贈安人）；繼母王氏（封安人）。兄金善徵，弟金和徵。